# Albufera Valenciana
Albufera Valenciana ist ein Strandsee (eine ausgesüßte Lagune) an der Küste des Golfs von Valencia in der Autonomen Gemeinschaft Valencia im Osten Spaniens. Es ist der Hauptteil des 21.120 Hektar großen Parc Natural de l’Albufera de València („Valencianischer Albufera-Naturpark“). Die natürliche Artenvielfalt des Naturschutzgebietes ermöglicht es, eine große Vielfalt an Flora und Fauna zu gedeihen und das ganze Jahr über zu beobachten.
Bei dem See handelte es sich ursprünglich um eine Salzwasser führende Lagune. Auf Grund der stetig wachsenden Sandbänke, die sie zunehmend vom Meer abschnitten, und das Einfließen von Süßwasser in Form von Bewässerung und Kanälen wurde sie durch anhaltende Verdünnung im 17. Jahrhundert in einen Süßwassersee umgewandelt.
Der Albufera Valenciana ist Bedrohter See des Jahres 2020.

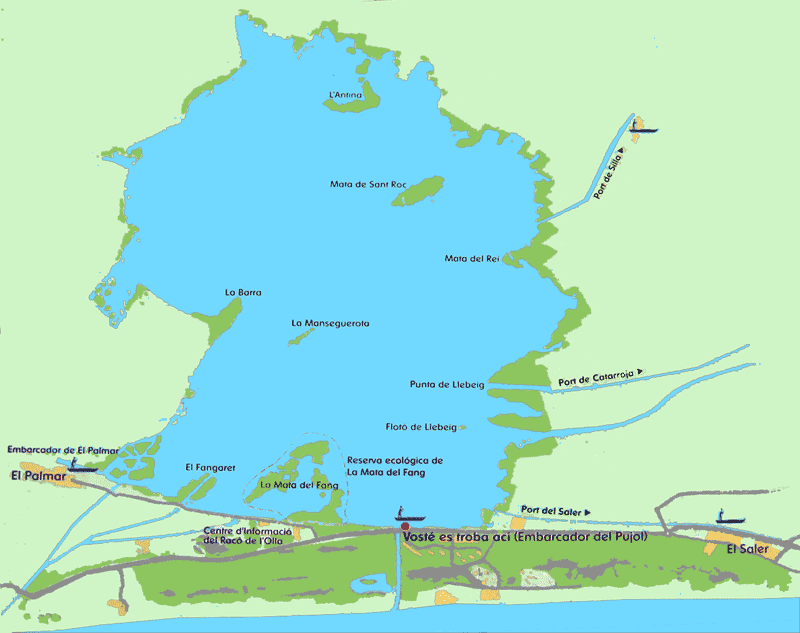
Karte der Albufera